# 黄略镇
黄略镇，是中华人民共和国广东省湛江市遂溪县下辖的一个乡镇级行政单位。

## 行政区划
黄略镇下辖以下地区：
王爱村、塘口村、坑尾村、平石村、殷屋村、支屋村、许屋村、塘围村、礼部村、文车村、九东村、南新村、高碧村、北合村、茅村、源水村、颜村、深沟村、新村、南亭村和冷水村。